# Stiff upper lip (udtryk)
 For alternative betydninger, se Stiff Upper Lip.
Stiff upper lip er et engelsk udtryk om en særlig engelsk persontype. Betegnelsen er evnen til at tage alting med knusende (stoisk) ro i tilfælde af modgang eller anstrengelser og om ekstrem selvbeherskelse. Udtrykket bruges mest i forbindelsen holde en stiff upper lip (engelsk: keep a stiff upper lip) om en reserveret holdning. I litteraturen er Jules Vernes' Phileas Fogg fra romanen Jorden rundt i 80 dage noget nær arketypen på en person med evne til at holde en stiff upper lip under alle forhold, og Monty Python-gruppen spiller også kraftigt på idiomet. En Mr. Bean-episode gør der tykt grin med det: en garder med moustache og bjørneskindshue er aldeles upåvirket af Mr. Beans tåbelige narrestreger og fortrækker ikke en mine, da Mr. Bean går til angreb på hans moustache med en saks.